# VECTOR
『VECTOR』（ベクター）は、いとうかなこの4枚目のベスト・アルバム。2011年10月26日に5pb.から発売された。

## 概要
アルバムのタイトル「VECTOR」は、遺伝子組み換え技術に用いられるベクターから来ており、様々な媒体に感染して増殖していく音楽を集めたアルバムという意味である。
5pb.の科学アドベンチャーシリーズ『CHAOS;HEAD』や『STEINS;GATE』などメディアミックス作品群のタイアップソングが多く含まれている。また、新曲として「キズナノミライ」と、川嶋あいから提供された「素顔のままで」が収録されている。
映像作品が収録されたDVDが付属する初回限定盤とCDのみの通常盤がある。
CDには収録されているものの、シングル「Hacking to the Gate」に収録された同曲とカップリングの「リライアンス」の2曲は発売元が異なることからデジタル配信は見送られ、アルバム全体の配信はなされていない。だが、この2曲は2013年1月9日にシングルとして主要大手音楽配信サイトでの配信が開始された。
アートワークは藤真拓哉が手がけた。

## 収録曲
1. Hacking to the Gate
作詞・作曲：志倉千代丸 / 編曲：磯江俊道
テレビアニメ『STEINS;GATE』オープニングテーマ。15thシングル。
2. Fetishism Ark
作詞・作曲：志倉千代丸 / 編曲：磯江俊道
PSP専用ゲームソフト『CHAOS;HEAD NOAH』オープニングテーマ。12thシングル。
3. この空の彼方に
作詞：葉月みこ / 作曲・編曲：大島こうすけ
Xbox 360専用ゲームソフト『CHAOS;HEAD らぶChu☆Chu!』エンディングテーマ。12thシングルカップリング。
4. A.R.
作詞・作曲：志倉千代丸 / 編曲：磯江俊道
Windows専用ゲームソフト『STEINS;GATE』テーマソング。13thシングル。
5. Star-Crossed
作詞：Lynn / 作曲：綾部健三郎 / 編曲：上野浩司
PSP専用ゲームソフト『Starry☆Sky 〜in Spring〜 Portable』エンディングテーマ。13thシングル。全編英詞。
6. キズナノミライ
作詞：かなで / 作曲：須田悦弘 / 編曲：大島こうすけ
新曲。
7. 果てしない蒼空へ
作詞：葉月みこ / 作曲：青野ゆかり / 編曲：伊藤俊
PSP専用ゲームソフト『CHAOS;HEAD らぶChu☆Chu!』エンディングテーマ。同作品主題歌シングルの2曲目。
8. 永遠のベクトル
作詞：吉野麻希 / 作曲：溝口和彦 / 編曲：悠木真一
Xbox 360専用ゲームソフト『STEINS;GATE 比翼恋理のだーりん』エンディングテーマ。16thシングルカップリング。
9. 宇宙エンジニア
作詞・作曲：志倉千代丸 / 編曲：オオバコウスケ
PSP専用ゲームソフト『STEINS;GATE』オープニングテーマ。16thシングル。
10. リライアンス
作詞：いとうかなこ / 作曲：安谷屋真之 / 編曲：磯江俊道
15thシングルカップリング。
11. Fly to the sky
作詞：いとうかなこ / 作曲・編曲：大島こうすけ
テレビアニメ『CHAOS;HEAD』イメージソング。9thシングル。
12. スカイクラッドの観測者 -Remix-
作詞・作曲：志倉千代丸 / 編曲：M-oZ
Xbox 360専用ゲームソフト『STEINS;GATE』オープニングテーマである同曲のM-oZによるリミックス。16thシングルカップリング。
13. Amaranthine
作詞：Lynn / 作曲：兼平真規子 / 編曲：上野浩司
PSP専用ゲームソフト『Starry☆Sky 〜in Autumn〜 Portable』エンディングテーマ。14thシングル。全編英詞。
14. 素顔のままで
作詞・作曲：川嶋あい / 編曲：長澤孝志
新曲。シンガーソングライター川嶋あいから提供された。